# Irenen-Walzer
Irenen-Walzer, op. 32, är en vals av Johann Strauss den yngre.

## Historia
Under karnevalstiden 1846 accepterade Johann Strauss den yngre uppdraget att med sin orkester spela på en "Schützenball" (Skyttebal) i den lilla ungerska gränsstaden Altenburg (dagens Mosonmagyaróvár). Till detta evenemang (9 februari 1846) komponerade Strauss sin Altenburg-Walzer, som han tillägnade balens anordnare, Altenburgs skyttekår. Tyvärr publicerades aldrig valsen och har gått förlorad. Balen visade sig bli en stor personlig succé för den 20-årige kapellmästaren och en dikt skrevs till hans ära. 
Den 30 december 1846 publicerade tidningen Der Wanderer följande notis: "Detta år har Herr Strauss Son åter accepterat en inbjudan att arrangera flera festbaler i Ungarisch-Altenburg [ungerska Altenburg]. Han förväntas dit den 1 februari [1847]". Tidningen Wiener Allgemeine Theaterzeitung skrev att uppdragsgivarna var så nöjda att de gjorde allt för att se till att Strauss engagerades för 1847 års karneval, vidare att Strauss hade komponerat en Magyaren-Walzer (Magyarvals) för tillfället, som var tillägnad "en ungersk greve". Då rapportering saknas från balen kan det inte fastställas om valsen framfördes med denna titel men delar av inledningen är förvisso i stil med ungersk nationalmusik. Det som är känt är att den vals som Strauss tog med sig till Altenburg senare publicerades som Irenen-Walzer, och att den bar dedikationen: "Med största respekt tillägnad Hennes Höghet Grevinnan Irene Zichy av Johann Strauss Son". Det har heller inte kunnat fastläggas huruvida den unga grevinnan var närvarande vid det första framförandet den 1 februari 1847.
Grevinnan Irene Zichy, född baronessan Irene Meskó av Széklak och Enyiczke (1823-79), hade 1843 gift sig med den kejserlige hovmarskalken greve Heinrich Zichy-Vásonykeö. Sedan flera år tillbaka hade det funnits samband mellan olika grenar av ätten Zichy och Johann Strauss den äldre och hans söner: till exempel tillägnade den äldre Strauss sin vals Die Vortänzer op. 189 (1846) till greve Edmund Zichy (1811-66). 
24 april 1847 publicerades klaverutdraget till valsen. Inga orkesternoter trycktes men förlaget annonserade möjligheten till handskrivna "korrekta kopior" för orkestrar.

## Om valsen
Speltiden är ca 9 minuter och 32 sekunder plus minus några sekunder beroende på dirigentens musikaliska tolkning.

## Weblänkar
- Dynastin Strauss 1847 med kommentarer om Irenen-Walzer.
- Irenen-Walzer i Naxos-utgåvan.